# Teddy Tamgho
Teddy Tamgho (Paris, 15 de junho de 1989) é um atleta francês, campeão mundial do salto triplo.  
Foi campeão mundial do salto triplo no Campeonato Mundial de Atletismo de 2013 em Moscou, Rússia, com um salto de 18,04 m; ele é um dos seis atletas a terem saltado mais de 18 metros de comprimento nesta prova. Em 2010 foi campeão mundial indoor no Mundial de Doha, onde estabeleceu um recorde mundial em pista coberta para a prova, com um salto de 17,90 m. Ele também venceu a Diamond League de 2010.
Uma operação no tornozelo  o tirou dos Jogos de Londres 2012 e em 2013 ele fraturou a tíbia esquerda durante um treinamento, ficando fora da temporada de 2014. No fim de 2013 ele foi escolhido como Atleta Francês do Ano numa pesquisa feita  pela Federação Francesa de Atletismo. Em 2014 Tamgho foi suspenso pela IAAF por um ano por não ser encontrado por dezoito meses para se submeter a testes antidopagem aleatórios. Voltando a competir em 2015 após o período de suspensão, ele teve uma ruptura no tendão de Aquiles durante a etapa da Diamond League em Doha. Sempre sofrendo com contusões, chegou a se classificar para os Jogos da Rio 2016 na seletiva francesa, saltando 17,15 m, mas teve uma lesão na perna constatada depois como fratura do côndilo medial do fêmur que o tirou das Olimpíadas e encerrou sua carreira, aos 27 anos.